# L'angelo azzurro (film 1930)
L'angelo azzurro (Der blaue Engel) è un film del 1930 diretto da Josef von Sternberg, tratto dal romanzo Professor Unrat di Heinrich Mann, romanzo che si segnala per la sua aspra e immediata efficacia narrativa ed espressiva e che ha suscitato l'interesse di sociologi e studiosi, oltre che degli psicoanalisti.
Proiettato per la prima volta a Berlino il 1º aprile 1930, il film narra la tragica storia del professor Rath, rispettabile insegnante di un ginnasio di provincia, che si innamora di una cantante di varietà, impersonata da Marlene Dietrich, attrice che con questa opera troverà la sua consacrazione, riscattando così una già lunga, ma poco brillante, carriera svolta in precedenza.

## Trama
Immanuel Rath, attempato professore di ginnasio in una cittadina tedesca (gli studenti con un gioco di parole lo chiamano Professor Unrat, professor Sporcizia), è votato ad un'onorevole carriera nell'insegnamento. Un giorno, a lezione, scopre ai suoi alunni una cartolina che raffigura la bella e provocante cantante Lola Lola, che si esibisce nel locale cittadino "Der Blaue Engel" (L'angelo azzurro).
L'insegnante, mosso da intenti pedagogici, decide di indagare e vi si reca. Non appena i suoi studenti lo vedono arrivare vengono nascosti da Lola, con cui stanno facendo i galanti. Il professore conosce così Lola: i suoi modi e un certo fascino di artista lo fanno innamorare di lei. Una sottoveste della donna che gli alunni infilano a sua insaputa nel suo pastrano e l'intrigante direttore della compagnia Kiepert conducono Rath ad assistere visibilmente compiaciuto allo spettacolo della cantante e a passare la notte con lei.
Da questo momento in poi nulla sarà più come prima: il docente, ridicolizzato in classe dai suoi allievi e richiamato dal preside del liceo in cui lavora, sceglie di abbandonare l'insegnamento per sposare Lola. Rath segue la moglie nelle sue tournée ma, dopo gli entusiasmi iniziali, è sempre più deluso da questa vita e vorrebbe ritornare a quello che era prima, anche se è incapace di compiere il suo proposito.
Esaurite nel giro di qualche tempo le sue disponibilità economiche, Rath è costretto a diventare clown nella compagnia, che dopo qualche anno riapproda nella città natale del protagonista, proprio all'Angelo azzurro. Kiepert, che è anche prestigiatore, ben conoscendo la curiosità della gente, non si lascia sfuggire l'occasione di riempire il locale grazie all'attrazione del professore-pagliaccio Immanuel Rath, che viene costretto a subire l'umiliazione di esibirsi in un numero davanti ai suoi concittadini.
Allo stesso tempo Rath si accorge che un altro artista, Mazeppa, ha gioco facile con la moglie Lola e nel mezzo del numero li scopre appartati: sopraffatto dall'ira, cerca di strangolare la showgirl ma viene fermato e rinchiuso in una camicia di forza. Dopo esserne stato liberato, il professor Rath fugge dall'Angelo azzurro e si rifugia nella sua vecchia scuola, dove muore aggrappato alla cattedra della sua classe.

## Altro
- In questo film Marlene Dietrich canta la famosa canzone di Friedrich Hollaender Ich bin von Kopf bis Fuß auf Liebe eingestellt (in italiano: "Da capo a piedi sono orientata all'amore"). Il ruolo di donna fatale in questo film le ha permesso di iniziare la sua carriera di star internazionale[3].
- Il film è stato girato con gli stessi attori in una versione tedesca e in una inglese: poche pellicole tedesche hanno raggiunto a livello internazionale un successo comparabile[4].
- Il romanzo La distrazione di Luciano De Crescenzo fa riferimenti a questo film: ironicamente anche il professor Bellavista, invaghitosi della sua alunna Jessika, imitava il professore Rath[5].
- Riferimenti indiretti all'opera di Heinrich Mann si trovano anche nella serie televisiva tedesca Babylon Berlin, prodotta da X-Filme Creative Pool in coproduzione con Degeto Film, Sky Deutschland e Beta Film, basata sui libri di Volker Kutscher (Der nasse Fische, "Il pesce bagnato" e successivi): in alcune puntate iniziali si intravede proprio il manifesto dell'Angelo Azzurro affisso a una parete del celebre night club Moka Efti di Berlino; inoltre, certo non a caso il protagonista, l'ispettore di polizia della buoncostume, si chiama Gereon Rath. Un riferimento esplicito al Blauer Engel si trova nel glossario del film in lingua tedesca (Glossar)